# Jean-Baptiste Erreca
Jean-Baptiste Erreca, aussi connu sous le nom de Jean-Baptiste R&K, est un auteur et réalisateur français né le 17 août 1962 à Bakersfield (Californie) aux USA. Il a signé plus de 120 œuvres déclarées à la SCAM pour la télévision dont la première émission de La Nuit gay en 1995 sur Canal+, de nombreux films pour l’émission L’Œil du cyclone, des séries documentaires animalières pour France 5, France 3 et Arte,des films documentaires de société LGBT pour Canal+ et des films documentaires archéologiques pour France 5.

## Biographie
Jean-Baptiste Erreca commence sa carrière sur Canal+ en 1992. Réalisateur historique de La Nuit gay produite par Alain Burosse, il tourne à cette occasion de nombreux documentaires sur les thèmes LGBT comme This is Family, Karaogay et Les Pensées de Paul avec l'artiste anglais Paul Harfleet pour marquer les 20 ans de La Nuit gay sur Canal+.
De 2006 à 2013, il réalise 14 films de 52 minutes pour la série Les Nouveaux Explorateurs sur Canal+ avec Emmanuelle Han, Françoise Spiekermeier, Perrine Crosmary et Sébastien Lafont.
Il signe plusieurs films animaliers dont la série Genesis II (7 × 52 min) pour France 5, Et l'homme inventa l'animal (2 × 52 min) pour Canal+, Kaziranga, les larmes de l'Himalaya ainsi que Comment le chien a conquis le monde, La beauté cachée des laids (2 × 52 min) pour Arte.
Toujours dans le domaine du documentaire, il réalise également la série Food 3.0 (3 × 43 min) sur l'alimentation du futur pour Planète +, ainsi que les films Nazcas, les lignes qui parlaient au ciel en 2018, Naachtun, le royaume Maya révélé en 2023 pour l'émission Science grand format sur France 5.
Il écrit et met en scène deux moyens métrages diffusés sur Canal+ : L’Embellie, primé au Festival Côté court de Pantin, et Cowboy Forever.
Il réalise de nombreux clips musicaux notamment avec Anggun, Louis Bertignac, Khaled, Patricia Kaas ainsi que quelques films publicitaires (Epson, Eau Jeune).
Il collabore aussi avec la chorégraphe Luigia Riva depuis de nombreuses créations dont Innocenti à l’Opéra de Nancy et Innesti au théâtre national de Chaillot.
Il fait partie de l’équipe du commissariat de l’exposition « Champs d’amour, 100 ans de cinéma arc-en-ciel » organisé par la Ville de Paris en 2019 sur le thème du cinéma LGBT.
En 2023, France 3 diffuse le documentaire de 110 min sur l'artiste Sheila " Sheila, toutes ces vies là", co-réalisé avec Francois Jougneau.

## Filmographie
Fiction
- Cowboy forever[2],[3], (2006), Canal +
- L’Embellie[4], (2000), Canal+ - Mention spéciale du jury jeune, Festival de Pantin 2000[5]
- Les Nouvelles Cannoises, pour le concours mannequin Elite (1992), Canal+

Films LGBT Canal+
- Les Pensées de Paul[6],[7], Best Documentary Feature Award, Kashish 2016[8] (2015)Canal+
- Ramène tes Fesses à Copenhague[9] (2010)Canal+
- This is Family[10] (2008)Canal+
- Gay ?... Et après ? (2007)Canal+
- Ô Mots (2000)Canal+
- Karaogay pour l'Œil du Cyclone (1998)Canal+
- Eurogayvision[11] (1997)Canal+
- A vous Cognac-Gay (1996)Canal+
- Réalisation de La 1re Nuit gay[12] (1995)Canal+
- Art'Billages, habillage 3D, hommage à neuf plasticiens (1995)Canal+
- Flash Infos (1995)Canal+

Les Nouveaux Explorateurs Canal+
- Beautiful people : Les peuples de l’Amazonie au Brésil (2013) et Les peuples de l’Omo en Éthiopie[13] (2012), présenté par Françoise Spiekermeier
- Face à la Nature : Afrique du Sud (2014) et Zimbabwe (2012), présenté par Perrine Crosmary
- Sans crier gare ! présenté par Emmanuelle Han : La ligne du destin, Le train des villes Impériales, Express de la Réunification, Langkawi Express, North East Express, Indian Pacific, Van Golu Espressi, El Gran Capitan, El tren Cubano[14]
- Entre Ciel et Terre (en pays berbère), présenté par Sébastien Lafont (2007)

Société
- Food 3.0[15] (2017), Planète+
- Sextoys, et si on vibrait ? (2018), Paris Première, présenté par Ovidie[16]

Archéologie
- Nazcas, les lignes qui parlaient au ciel[17] (2018), France 5 - Prix spécial du Public, FICAB, 2019 - Irun, Espagne. Prix du public, Firenze Archéofilm[18], 2021 - Florence, Italie.
- Naachtun, le royaume Maya révélé (2023), France 5

Musique
- Sheila, toutes ces vies-là[19], 2022, France 3, RTS, RTBF

Animaliers
- Série « La beauté cachée des laids »[20] ép 1 : « les atouts de la disgrâce » ép 2 : « Délit de sale gueule »(2022) Arte RTL-TVI - Prix du Public, NaturVision, 2023 - Ludwigsburg, Allemagne.
- Comment le chien a conquis le monde[21] (2020), Arte
- Planète Safari - Les Tigres de la jungle (2018), Planète+
- Instinct Sauvage : le repaire de l'ours à lunettes (Pérou, 2016), les Seigneurs du Pantanal, Brésil (2015) Planète +
- Les Mondes inondés : Kaziranga, les Larmes de l’Himalaya (2014), Arte
- Et l'Homme inventa l'animal  (2006), France 3 - Meilleur film documentaire, Festival du film HD de Paris[22]
- Genesis II[23] (2004), France 5
- Tant qu'il y aura des bêtes :  Le Dieu du lac, L'Orphelin, SOS Kangourous (1992), La Cinq

Danse
- Avec Luigia Riva (Compagnie Inbilico) :
  - Innesti (2016), Théâtre National de Chaillot[24]
  - Innocenti (2008) pour le Ballet de Lorraine - CCN, présenté a l’Opéra de Nancy[25]
  - Inprivato (2005), Centre National de la Danse de Pantin
  - Indiscesa (2004), Musée des Arts Décoratifs de La Chaux de Fond (Suisse)
  - Inconstruzzione (2004), Galerie Public de Paris
  - Inpreda (2002), pour le Centre National de la Danse de Paris (France)
- Avec Laurence Levasseur :
  - Flux (1996), ballet en quatre actes pour le salon Première Vision - Dauphin d’Or, mention spéciale du jury International du Festival de Biarritz 1997

L'Œil du cyclone (émission de télévision) Canal+
- Nous les Robots : Les Dossiers de l'écrou (1996)
- Yma Sumac, la Castafiore inca (1993)
- Betty Page, l'allumeuse du Tennessee[26] (1994)
- Accordéon forever (1992)

Art
- Quand Versailles était meublé d'argent (2007)[27]
- La Nuit cyber :  Les Clés du cyber[28] (1996) écrit par Daniel Ichbiah et Bernard Werber
- Le Journal du Art (1994) avec Jean Teulé

Corporate
- Givenchy, film avec Liv Tyler (2010)
- ONU : International Year of Microcredit en Indonésie avec [[Anggun]] (2005)
- France Telecom, ' La Relation (2002)
- Orange, Si Orange vous changeait la vie… (2001)
- Première Vision : Tendances mode
  - Masterpiece (1997) - Prix de la C.S.T- Festival de Biarritz 1997
  - Technature (1996) - Grand Prix, Prix de la C.S.T, Prix de la Scam-SGDL du Festival de Biarritz 1996

Clips vidéo
- Anggun
  - Je partirai (2011)
  - Si je t'emmène / My Man (2008)
  - Garde moi / A Crime (2006)
  - Juste avant toi / I’ll Be Allright (2006)
  - Cesse la pluie / Savior (2005)
  - Etre une femme / In Your Mind (2005)
  - Amore imaginato avec Piero Pelu (2002)
  - Tu mens / Chrysalis (2000)
  - Derrière la porte / Still Reminds Me (2000)
  - Un Geste d'amour / Yang'ku Tungu - (2000)
  - Au Nom de la lune (1998)
  - La Rose des vents / A Rose in the Wind (1997)
- Khaled (chanteur) - C’est la Nuit / Leili (1999)
- Patricia Kaas
  - Les Lignes de nos mains (1997)
  - Je voudrais la connaître (1997)
- Louis Bertignac - Ma petite poupée (1993)
- Diana Ross - Your Love, en direct du Ritz pour Top of the Pops (1993)
- Laam et Jennifer Paige - Ta Voix / The Calling (2008)
- Piero Pelu - Stesso Futuro (2002)
- Monica Naranjo - Chicas Malas / Bad Girls (2001)